# Jewgeni Pawlowitsch Welichow

Jewgeni Pawlowitsch Welichow (rechts) mit Dmitri Medwedew (2011)

Jewgeni Pawlowitsch Welichow (russisch Евге́ний Па́влович Ве́лихов; * 2. Februar 1935 in Moskau, Sowjetunion; † 5. Dezember 2024 in Mersin, Türkei) war ein sowjetischer und russischer Physiker und Hochschullehrer.

## Leben
Welichow absolvierte die Mittelschule Nr. 49 in Moskau und studierte ab 1953 Physik an der Lomonossow-Universität Moskau (MGU) mit Abschluss in Theoretischer Physik 1958. Anschließend arbeitete er an der MGU als Aspirant für die Promotion zum Kandidaten der physikalisch-mathematischen Wissenschaften. Er untersuchte Instabilitäten in Fluiden und Plasmen, was 1959 zur Entdeckung der Magnetorotationsinstabilität und 1962 zur Entdeckung der elektrothermischen Instabilität führte.
Ab 1961 arbeitete Welichow im Kurtschatow-Institut für Atomenergie. 1964 wurde er zum Doktor der physikalisch-mathematischen Wissenschaften promoviert. Seine Arbeitsgebiete waren Plasmaphysik, Laser-Physik, Kernfusion und Magnetohydrodynamik mit Anwendung als Magnetohydrodynamischer Generator. 1968 wurde er Professor für Atomphysik, Plasmaphysik und Mikroelektronik. 1968  wurde er Korrespondierendes Mitglied der Akademie der Wissenschaften der UdSSR (AdW der UdSSR) und 1974 Vollmitglied. 1989 wurde er ausländisches Mitglied der Bulgarischen Akademie der Wissenschaften.
1970 bis 1978 war Welichow Mitglied des Zentralkomitees des Komsomol und ab 1977 Vorsitzender des Sowjets der jungen Wissenschaftler und Spezialisten des Zentralkomitees. 1971 trat er in die Kommunistische Partei der Sowjetunion ein und blieb ihr Mitglied bis zu ihrer Auflösung 1991.
1971 bis 1978 leitete Welichow das vom Kurtschatow-Institut abgeteilte Magnetlaboratorium der AN-SSSR, das 1991 das Troizker Institut für innovative und thermonukleare Forschung (TRINITI) wurde. 1972 wurde er auf den neuen Lehrstuhl für Plasma-Energietechnik im Moskauer Institut für Physik und Technologie (MFTI) berufen. Er war 1978 bis 1991 Vizepräsident der AdW der UdSSR und dann bis 1996 der Russischen Akademie der Wissenschaften (RAN). 
Welichow war Abgeordneter im Obersten Sowjet der UdSSR von 1984 bis 1989. 1983 bis 1988 leitete er das Komitee der sowjetischen Wissenschaftler zur Verteidigung des Friedens und gegen den Atomkrieg. 1989 bis 1990 war er Mitglied des Zentralkomitees der Kommunistischen Partei. Er war Vorsitzender der Kommission der AdW der UdSSR für die Arbeit mit der Jugend und der Internationalen Stiftung für das Überleben und die Entwicklung der Menschheit sowie Präsident der sowjetischen Abteilung des Internationalen Zentrums für Wissenschaftskultur. Er war Mitglied des russischen Komitees der Pugwash Conferences on Science and World Affairs und Mitglied der Russischen Akademie der Naturwissenschaften.
Nach der Nuklearkatastrophe von Tschernobyl 1986 war Welichow an den Arbeiten zur Bewältigung der Katastrophenfolgen beteiligt. 1988 wurde er Direktor des Kurtschatow-Instituts und Vorsitzender des internationalen Programms (Sowjetunion, USA, EWG, Japan) zum Bau eines Tokamak-Reaktors (ITER).
1992 wurde Welichow Präsident des russischen RosSchelf-Konzerns zur Erschließung des Schelfs (zu Gazprom gehörig). 1993 gründete er eine russisch-US-amerikanische Gesellschaft zur Vermarktung von russischen Patenten und Lizenzen. Er gehörte zum Direktorenkollegium des RelKom-Computernetzwerks, das ursprünglich im Kurtschatow-Institut entstanden war.
1992 wurde Welichow Präsident des Wissenschaftszentrums Kurtschatow-Institut. 2009 wurde er Vorsitzender des ITER-Verwaltungsrats. 2010 wurde er Mitglied des wissenschaftlichen Fachbeirats der Skolkowo-Stiftung. 2013 ging er in den Ruhestand.
2005 wurde Welichow Mitglied und Sekretär der neuen Gesellschaftlichen Kammer Russlands (ab 2014 Ehrensekretär). 2012 wurde er als Vertrauensperson des Kandidaten Putin offiziell registriert. Welichow starb am 5. Dezember 2024 im Alter von 89 Jahren im türkischen Mersin, wo er für Rosatom am Kernkraftwerk Akkuyu tätig war.

## Ehrungen
- Jubiläumsmedaille „Zum Gedenken an den 100. Geburtstag von Wladimir Iljitsch Lenin“ (1970)
- Leninorden (1971, 1981)
- Orden des Roten Banners der Arbeit (1975)
- Medaille „Veteran der Arbeit“
- Staatspreis der UdSSR (1977)
- Leninpreis (1984)
- Goldmedaille der Ausstellung der Errungenschaften der Volkswirtschaft (1984)
- Held der sozialistischen Arbeit (1985)
- Millionschtschikow-Preis der AN-SSSR (1986)
- Alexander-Petrowitsch-Karpinski-Preis der Alfred Toepfer Stiftung F. V. S. (1986)
- Leo Szilard Lectureship Award der American Physical Society (1995)
- Tapferkeitsorden für den Einsatz nach der Tschernobyl-Katastrophe (1997)[11]
- Ehrenbürger von Troizk (2001)
- Staatspreis der Russischen Föderation (2002)
- Global Energy Prize (2006)
- Fellow der American Association for the Advancement of Science (2006)[12]
- Verdienstorden für das Vaterland IV. Klasse (2010) bis schließlich I. Klasse (2015)
- Verdienstorden der Ukraine III. Klasse (2012)
- Orden der Freundschaft (2012)
- Orden der Aufgehenden Sonne III. Klasse (2016)[13]
- Chinesischer Preis für internationale Zusammenarbeit in Wissenschaft und Technik (2016)[14]
- Held der Arbeit der Russischen Föderation (2020)
- Kurtschatow-Goldmedaille (2023)